# Псы резервации
«Псы резервации» (англ. Reservation Dogs) — американский телесериал, созданный Стерлином Харджо и Тайкой Вайтити. Главные роли в нём сыграли Д’Фарао Ун-А-Тай, Девери Джейкобс, Паулина Алексис и Лейн Фэктор. Премьерный показ первого сезона проходил с 9 августа по 20 сентября 2021, второго — с 3 августа по 28 сентября 2022, третьего и последнего — со 2 августа по 27 сентября 2023 года. Сериал был высоко оценён критиками, номинирован на ряд премий и наград.

## Сюжет
Герои сериала — четверо подростков из числа коренных американцев, которые живут в маленьком городке в Оклахоме. В первом сезоне они пытаются смириться с гибелью ещё одного друга, Дэниела, который собирался переехать в Калифорнию, и думают, не отправиться ли им самим в этот далёкий штат. Во втором сезоне герои уже находятся в Калифорнии, но их жизнь там идёт совсем не так, как планировалось, и возникает всё больше взрослых проблем. В третьем сезоне рассказывается о старейшинах общины.

## В ролях
- Д’Фарао Ун-А-Тай — Медведь Смолхилл
- Девери Джейкобс — Элора Данан Постоак
- Паулина Алексис — Вилли Джек
- Лейн Фэктор — Сыр
- Элва Гуэрра — Джеки
- Сара Подемски — Рита Смолхилл, мать Медведя
- Лил Майк — Моуз
- Фанни Боун — Мекко
- Зан Маккларнон — Бугай, местный полицейский
- Даллас Голдтут — дух
- Гари Фармер — дядя Брауни
- Долтон Крамер — Дэниел
- Бобби Ли — доктор Канг
- Кирк Фокс — Кенни Бой
- Джена Шмидинг — тётя Бев
- Каньехтио Хорн — Олениха
- Дженнифер Подемски — Дана, мать Вилли Джек
- Тамара Подемски — Малая, тётя Элоры
- Уэс Стьюди — Баки
- Ричард Рэй Уитман — старик Фиксико
- Мэйкон Блэр — Роб
- Лили Глэдстоун — Хокти, тётя Вилли Джек
- Билл Бёрр — Гаррет Бобсон, инструктор по вождению
- Брэндон Бойд — Белый Иисус
- Итан Хоук — Рик, отец Элоры

## Создание и релиз
Сериал был анонсирован в ноябре 2019 года. Авторами сценария, режиссёрами и исполнительными продюсерами стали Тайка Вайтити и Стерлин Харджо. После съёмок пилотного эпизода в Окмалджи, Оклахома, телеканал FX заказал целый сезон (декабрь 2020). Тогда же были утверждены основные актёры: Д’Фарао Ун-А-Тай, Девери Джейкобс, Паулина Алексис и Лейн Фактор. Первый сезон снимали на северо-востоке Оклахомы до июля 2021 года. 9 августа того же года на стриминговых сервисах FX и Hulu начался премьерный показ, а 2 сентября FX продлил «Псов резервации» на второй сезон, который вышел на экраны 3 августа 2022 года. 22 сентября 2022 года сериал был продлён на третий сезон, который стал последним. Его премьерный показ проходил со 2 августа по 27 сентября 2023 года.
«Псы резервации» стали первым сериалом, в котором есть команда сценаристов из числа коренных американцев. В качестве актёров задействованы главным образом жители тех мест, где происходит действие и где проходили съёмки. Многие сюжетные линии созданы на основе событий из жизни Стерлина Харджо.

## Оценки
Все три сезона сериала получили высокие отзывы критиков. На сайте-агрегаторе отзывов Rotten Tomatoes рейтинг шоу в целом составил 99 %, на сайте Metacritic «Псы резервации» получили 89 баллов из 100. Каждый сезон входил в десятку лучших телевизионных программ года по версии Американского института кинематографии.
Первый сезон получил на Rotten Tomatoes рейтинг 98 % со средней оценкой 8,2 из 10, а на Metacritic 84 балла из 100, что свидетельствует о «всеобщем одобрении». Эллен Джонс из The Guardian оценила сериал на пять баллов из пяти со словами: «„Псы резервации“ способны стильно развеять многовековые мифы и искажения фактов благодаря одному простому, но важному нововведению: почти все, кто задействован в постановке, являются коренными американцами». Кэндис Фредерик из TV Guide и Алан Сепинуолл из Rolling Stone оценили сериал на четыре балла из пяти, Эллисон Кин из журнала Paste — на 9,2 балла из 10. По словам последней, это «идеальное летнее шоу, действие которого происходит в томные послеобеденные часы и происходит в неторопливом темпе».
Данетт Чавес из The A.V. Club, посмотрев первые две серии, поставила «Псам» оценку «В+», заявив: «„Псы резервации“ уже на пути к тому, чтобы стать одной из лучших комедий (и шоу) года». Кристен Лопес из IndieWire поставил такую же оценку, охарактеризовав шоу как «удивительный сериал, который показывает, что историю каждого человека стоит рассказать». Эмили Сент-Джеймс из Vox отметил игру основных актёров — «одного из лучших ансамблей подростковых персонажей за последнее время», а первый сезон назвал «один из лучших первых сезонов комедии за последнее время». Дэниел Файнберг из The Hollywood Reporter написал о «триумфальном» представление коренных американцев.
Для Дэниела Д’Аддарио из Variety первый сезон «Псов» — «прекрасный, в высшей степени зрелищный триумф…, запоздалая дань уважения сообществу, которое не мифологизируется». Эстер Цукерман из Thrillist высоко оценила общую интонацию, «временами меланхоличную, а временами глубоко непочтительную», а сериал в целом назвала «одним из самых уникальных, приятных и художественно насыщенных телевизионных шоу, доступных для просмотра».
Второй сезон получил на Rotten Tomatoes рейтинг 100 %, со средней оценкой 9,1 из 10. Рецензенты с этого ресурса констатируют, что теперь авторы шоу «решают более сложные задачи, чем раньше», и у увиденного есть «горьковато-сладкий привкус». На Metacritic сезон получил 93 балла из 100, что свидетельствует о «всеобщем признании». Мануэль Бетанкур из The A.V. Club и Чейз Хатчинсон из Collider поставили сезону оценку «A», Даррен Франич из Entertainment Weekly и Брайан Таллерико из The Playlist — «A-», Кристен Лопес из IndieWire — «B+». Бетанкур отметил, что в сериале с «обаятельным юмором», не заходя слишком далеко, рассматриваются тёмные моменты — травмы поколений, ранящее горе, системное неравенство. Хатчинсон высоко оценила сценарий, юмор и игру ряда актёров, особенно Джейкобса и Вун-А-Тай. Дэниел Файнберг из The Hollywood Reporter тоже отметил игру Джейкобса, особенно в эпизоде «Мэйбл». Кристен Рид из Paste оценила сезон на 9,3 балла из 10. Кэролайн Фрамке из Variety написала в своей рецензии: «Несмотря на сотни шоу, премьеры которых проходят каждый год, на телевидении по-прежнему нет ничего лучше „Псов резервации“». В ходе премьерного показа второго сезона телеканал TVLine назвал Вун-А-Тая, Джейкобса, Фактора и Алексис «актёрами недели».
Третий сезон тоже получил на Rotten Tomatoes рейтинг 100 %, а средняя оценка составила 9,5 из 10. На Metacritic он был оценён на 94 из 100, что свидетельствует о «всеобщем одобрении».

## Награды и номинации
- 2022 — номинация на премию «Золотой глобус» за лучший комедийный сериал.
- 2022 — номинация на премию «Выбор критиков» за лучший комедийный сериал.
- 2022 — премия Пибоди в категории «Развлечения».
- 2022 — премия Американского института кино за лучшую телепрограмму года.
- 2022 — две премии «Независимый дух» за лучший новый сериал и за лучший актёрский ансамбль в новом сериале.
- 2022 — две номинации на премию Гильдии сценаристов США за лучший новый сериал и за лучшую эпизодическую комедию (Стерлин Харджо и Тайка Вайтити за серию «F*ckin' Rez Dogs»).
- 2023 — номинация на премию «Эмми» за лучший лучший звуковой монтаж для получасового сериала или анимации.
- 2023 — номинация на премию Пибоди в категории «Развлечения».
- 2023 — 4 номинации на премию «Выбор критиков»: лучший комедийный сериал, лучший актёр в комедийном сериале (Д’Фарао Ун-А-Тай), лучшая актриса в комедийном сериале (Девери Джейкобс), лучшая актриса второго плана в комедийном сериале (Паулина Алексис).
- 2023 — номинация на премию Гильдии сценаристов США за лучшую эпизодическую комедию (Тазба Чавес за серию «Wide Net»).
- 2023 — премия Американского института кино за лучшую телепрограмму года.
- 2024 — 4 номинации на премию «Эмми»: лучший комедийный сериал, лучший актёр в комедийном сериале (Д’Фарао Ун-А-Тай), лучшая операторская работа для получасового сериала (Марк Шварцбард за серию «Deer Lady»), лучший монтаж для комедийного сериала (Патрик Так и Варун Висванат за серию «Dig»).
- 2024 — 4 номинации на премию «Выбор критиков»: лучший комедийный сериал, лучший актёр в комедийном сериале (Д’Фарао Ун-А-Тай), лучшая актриса в комедийном сериале (Девери Джейкобс), лучшая актриса второго плана в комедийном сериале (Паулина Алексис).
- 2024 — номинация на премию «Спутник» за лучший комедийный сериал.
- 2024 — номинация на премию «Молодой актёр» лучшему приглашённому молодому актёру в стриминговом сериале (Бодхи Окума Линтон).
- 2024 — номинация на премию Гильдии сценаристов США за лучшую эпизодическую комедию (Томми Пико и Стерлин Харджо за серию «House Made of Bongs»).
- 2024 — премия Американского института кино за лучшую телепрограмму года.